# 検身
検身（けんしん、英語: Strip search、ドイツ語: Leibesvisitation）とは、身体に物体を隠し持っているか否かを判断するための検査である。単なる身体検査 (Frisking) よりもさらに詳細に行われる検査である。必要に応じて体腔検査 (Body cavity search) も行われる。

## 概要
保安検査や税関での所持品検査などで行われることがあるが、刑務所で武器の検査に用いられる例が有名である。
アメリカ合衆国では機関により警察捜査や保安検査など実施方法が異なるが、連邦刑務所の場合、連邦刑務所局により連邦刑務所の受刑者に対して行われている。ほかに運輸保安庁が保安検査のために検身を行うこともある。
日本では捜査の一環として行われる場合、刑事訴訟法第218条に基づく身体検査令状が必要となる。代用刑事施設、刑務所、少年刑務所、少年院、少年鑑別所で行われる場合には令状は必要なく、代用刑事施設の場合は警察官、刑務所、少年刑務所の場合は刑務官、少年院、少年鑑別所の場合は法務教官により行われる。男子刑務所や男子少年院ではカンカン踊りと通称される動きながらの検査が以前は裸体で実施されていたが、1990年代以降はパンツのみを着用した状態で実施されている。
韓国では刑務所の場合、下にカメラを配置した透明の板の上にしゃがむ態勢をとり、透明の板の下のカメラから撮影された映像を通して間接的に検査をする。
身体に対して直接的に行われている捜査であるため、人権侵害につながりやすく、ストリップサーチいたずら電話詐欺のような事件の原因にもなっている。